# Río Viliui
El río Viliuy (o también, Viljui, Viljuj o Vil-Uj) (en ruso: Река Вилюй; en yakuto: Бүлүү, Bülüü) es un largo río de Rusia localizado en la Siberia, el más largo de los afluentes del río Lena. Tiene una longitud de 2650 km y drena una inmensa cuenca de 454 000 km². Administrativamente, el río Viliuy discurre por el krai de Krasnoyarsk y la República de Sajá de la Federación de Rusia.

## Geografía

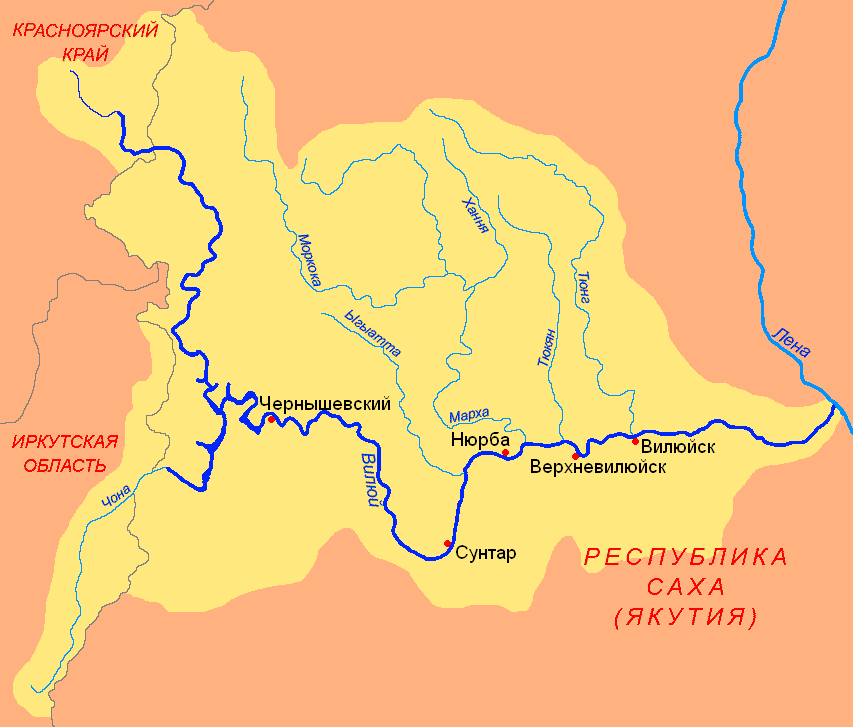
Mapa en ruso del río Viliuy (Вилюй) en el que salen cinco localidades en su curso: Chernyshevski (Черныше́вский), Suntar (Сунта́р), Niurba (Нюрба), Verjneviliuisk (Верхневилюйск) y Viliúisk (Вилю́йск)

Mapa del río Lena donde aparece el Viliuy, afluente por el lado izquierdo en el curso medio

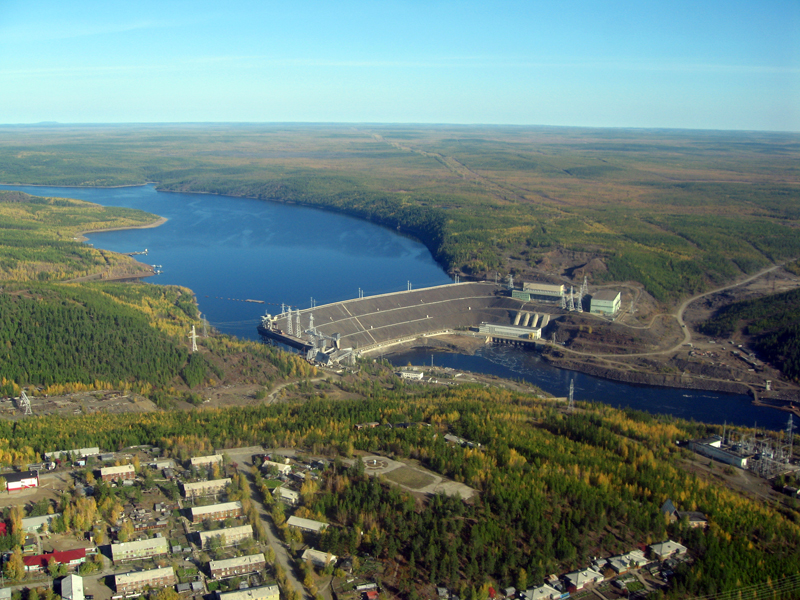
Presa sobre el Vilyuy en Chernyshevski

El río Viliuy tiene su origen en la Meseta Central de Siberia, al suroeste de la ciudad de Ekonda, en el krai de Krasnoyarsk, en una zona llamada por ello meseta de Viliui. Discurre en dirección este, en un curso lleno de meandros y se interna muy pronto en el territorio de la república de Sajá (Yakutia). En este tramo recibe el río Achtaranda. 
El río gira, al este del pueblo de Chernyshevski, hacia el sureste, hasta el gran lago artificial de la presa Viliúyskoie (Вилюйское водохранилище), construida en 1967, un embalse en el que también desagua el importante río Cona. Poco antes del pueblo de Svetly gira nuevamente ya en dirección este y continúa a través de las montañas Viliúyskie, para entrar en la gran llanura central de Yakutia, en una zona con grandes áreas pantanosas. En esta llanura atraviesa las poblaciones de Chernyshevski, Suntar, Niurba y Verjneviliuisk y recibe las aguas de sus principales afluentes, el río Ygyatta, el río Marjá, el río Tjukjan y el río Tjung. 
Desemboca por la margen izquierda en el río Lena, en su curso medio, cerca de Sangar, a unos 300 km al noreste de Yakutsk. El río es navegable desde su confluencia con el Lena unos 1370 km aguas arriba.
Hay muy poca presencia humana a lo largo de sus riberas, con contados centros urbanos, como los ya mencionados Chernyshevski (5 mil habitantes en 2010), Nyurba (10 309 habs. en 2002), Verjneviliuisk, Vilyuysk (9949 habs. en 2006).

### Afluentes
La mayor proximidad de la divisoria hidrográfica del lado derecho es la causa de que los principales afluentes provengan de la izquierda, algunos con longitudes mayores de 1000 km.
- Afluentes por la izquierda:

- río Achtaranda, con una longitud de 302 km , una cuenca de 15.700 km²;
- río Tjukjan, con una longitud de 747 km, una cuenca de 16.300 km², y un caudal de 30 m/s;
- río Marjá (o Markha), con una longitud de 1.180 km, una cuenca de 99.000 km², y un caudal de 400 m/s;
- río Tjung, con una longitud de 1.092 km y una cuenca de 49.800 km²;
- río Ygyatta, con una longitud de 601 km, una cuenca de 11.200 km², y un caudal de 30 m/s;
- y otros afluentes menores, como el río Mogdy (215 km);

- Afluentes por la derecha:

- río Bappagaj, con una longitud de 307 km y una cuenca de 4.650 km²;
- río Cona, con una longitud de 802 km y una cuenca de 40.600 km²;
- río Čybyda, con una longitud de 451 km y una cuenca de 9.960 km²;
- río Oččuguj-Botuobuja, con una longitud de 342 km, una cuenca de 11.100 km², y un caudal de 40 m/s;
- río Tangnary, con una longitud de 352 km y una cuenca de 6.490 km²;
- río Ulachan-Botuobuja, con una longitud de 459 km y una cuenca de 17.500 km²;
- río Ulachan-Vava, con una longitud de 374 km, una cuenca de 12.500 km², y un caudal de 62 m/s;
- y otros afluentes menores, como el Botomoju (299 km), Čirkuo (198 km), Ilin-Dželi, Kempendjaj (266 km), Lacharčana, Vavukan (186 km) y Viljujčan (186 km).

## Economía
La cuenca hidrográfica, en la llanura de Yakutia, es rica en recursos minerales, particularmente yacimientos de carbón, mineral de hierro, oro y sobre todo diamantes, que son explotados desde la década de 1950. Otra considerable riqueza es el bosque de coníferas, que, aunque pequeños debido al permafrost, cubren uniformemente toda la cuenca, salvo el curso alto. 
El río tiene mucha riqueza piscícola.
En el 1960 para proporcionar la energía eléctrica a las minas de diamantes en el occidente de Yakutia inició la construcción de la Estación Hidroeléctrica Vilyuy (ru:Вилюйская ГЭС en ruso) (en el 1968 iniciaron las operaciones de la base I y en el 1978, de la base II), a 100 km al norte de la ciudad de Mirny. Con este objetivo fue construida la primera presa sobre el permafrost en el mundo y la única construida sin hormigón. El vaso (lago artificial) para la Hidroeléctrica Vilyuy es de 2.360 km², uno de los más grande de Rusia. Para los trabajadores de la empresa eléctrica fue construida la ciudad de Chernyshevski, a orillas del embalse. Actualmente la empresa lleva el nombre de AO Viliuyski Kaskad GES (Cascada de Estaciones Hidroeléctricas Viluy, Sociedad Anónima), que, además de las bases I y II en la ciudad de Chernyshevski, incluye la base III (ru:Светлинская ГЭС en ruso), construida entre los años 1979-2008, 70 km abajo de las primeras dos bases, con sede en el pueblo de Svetly.

## Régimen
El río fluye por una región con un clima extremo, con largos períodos de heladas (octubre-mayo/junio) que coinciden con el mínimo anual (que puede descender hasta 2-5 m³/s). El deshielo de primavera viene de repente, aumentando el caudal normal hasta en diez veces (pudiendo alcanzar valores de alrededor de 10-15.000 m³/s) y el nivel del agua hasta 10 metros por encima del habitual. En los períodos en que el río no está bloqueado por el hielo, el río es navegable 1.371 km aguas arriba de la boca. 
Dado que el Lena desagua en dirección norte, su cauce superior permanece helado cuando las regiones más al sur comienzan a deshelarse y este comportamiento, similar en casi todos los ríos siberianos, es el causante de grandes inundaciones de las áreas más deprimidas que, de hecho, llegan a convertirse, en verano, en interminables pantanos.